# Claude Magni
Claude Jean Joseph Magni (Saint-Maixant, 11 settembre 1950) è un ex ciclista su strada francese.
Professionista dal 1973 al 1976, partecipò a tre edizioni del Tour de France.

## Carriera
Tra i dilettanti si impose al Tour del Landes nel 1969, al Giro del Marocco e alla Bordeaux-Saintes nel 1971; nel 1970 e nel 1971 partecipò ai campionati del mondo nella prova in linea e nel 1972 partecipò ai giochi olimpici di Monaco nella cronometro a squadre. Nel 1973 passò professionista nella Sonolor di Jean Stablinski, conquistando un secondo posto alla Nokere Koerse. Nel 1974 passò alla Jobo, con cui partecipò a tre edizioni consecutive del Tour de France. Nell'ultimo anno di carriera conseguì l'unica vittoria, una tappa all'Étoile de Bessèges.

## Palmarès
- 1969 (dilettanti)

Classifica generale Tour des Landes
- 1971 (dilettanti)

Classifica generale Tour du Maroc
Bordeaux-Saintes
Grand Prix de la Tomate - Souvenir Marino Verardo
- 1976

1ª tappa Étoile de Bessèges

## Piazzamenti

### Grandi Giri
- Tour de France

1974: 82º
1975: 74º
1976: fuori tempo massimo (10ª tappa)

### Classiche monumento
- Giro delle Fiandre

1973: 34º

### Competizioni mondiali
- Campionati del mondo

Leicester 1970 - In linea Dilettanti: 56º
Mendrisio 1971 - In linea Dilettanti: 73º
- Giochi olimpici

Monaco 1972 - Cronosquadre: 18º